# Hymenolepis nana
Hymenolepis nana é uma espécie de tênia que mede de 15 a 40 mm. Infecta seres humanos e roedores - possivelmente ratos causando a himenolepíase. Se a infecção do indivíduo for severa, poderá causar forte diarreia, perda de peso, desnutrição, desidratação e forte dor abdominal. É a única tênia que infecta o homem sem um hospedeiro intermediário obrigatório.

## Descrição
O verme adulto mede entre 3 e 5 centímetros. Possui 100 a 200 proglotes muito estreitas, e cada uma delas tem genitálias masculina e feminina. O escólex apresenta quatro ventosas e um rostro retrátil armado de ganchos.
Os ovos são transparente e incolores, quase esféricos, e medem cerca de 40 micrômetros (µm) de diâmetro. Possuem uma fina membrana externa envolvendo um espaço claro. Há ainda outra membrana mais interna, ao redor da oncosfera, que apresenta dois mamelões claros em posições opostas, dos quais partem alguns filamentos longos. Quando observado ao microscópio, o ovo é às vezes descrito como parecendo um "chapéu de mexicano, visto por cima".
A pequena larva cisticercoide da espécie é formada por um escólex invaginado e envolto por uma membrana. Contém pequena quantidade de líquido. Mede cerca de 500 µm de diâmetro e como nos demais integrantes da classe Cestoda, pode-se denominar de protoescólex ao escólex da larva.

## Ciclo de vida
Apesar de ser conhecido muitas vezes como uma tênia, o gênero Hymenolepis pertence à família Hymenolepididae, e não à Taeniidae. Seus ovos podem sobreviver mais de 10 dias em um ambiente externo. Quando seus ovos são ingeridos por meio de água contaminada, alimentos, e mão contaminada por fezes, são levados até a mucosa intestinal se transformando em larva. A forma adulta pode viver de 4 a 8 semanas.

### Ciclomonoxênico
O ciclo monoxênico é o mais frequente e não necessita de hospedeiro intermediário , onde os ovos são eliminados juntamente com as fezes e podem ser ingeridos pelo ser humano e ao passarem pelo estomago, os embrióforos são semidigeridos pelo suco gástrico; daí chega ao intestino delgado onde eclodem e penetram nas vilosidades do jejuno ou íleo, dando, em quatro dias uma larva cisticercóide. Após 10 dias esta larva está madura, sai da vilosidade, desenvagina-se e fixa-se à mucosa intestinal através do escólex. Com apenas 20 dias estes vermes já estão adultos e possui vida curta onde 14 dias depois morre e são eliminados. 

### Ciclo heteroxênico
O ciclo heteroxênico necessita de hospedeiros intermediários, representados por insetos (pulgas e coleópteros) que suas larvas ingerem ovos presentes no meio externo. Ao chegarem no intestino desses hospedeiros intermediários, liberam a oncosfera, que se transforma em cisticercóide. Humanos podem acidentalmente ingerir o inseto contendo o parasito e ao chegarem ao intestino delgado desenvaginam-se, fixam-se à mucosa e 20 dias depois já são vermes adultos. (NEVES, 2002).

## Ocorrência
Sua infecção ocorre em todo o mundo - cosmopolita. Ocorrendo com maior frequência no sul dos Estados Unidos e na América Latina. Também é comum na Índia, Oriente Médio, Austrália e países do Mediterrâneo.
Em regiões de clima temperado a infecção em crianças, e grupos fechados é mais alta. As crianças são mais susceptíveis a esse tipo de verme; em crianças desnutridas sua infestação é mais intensa.

## Patogenia
Ingestão de ovos, ingestão de larvas (hiperinfecção, autoinfecção interna, retroperistaltismo), agitação, insônia, irritabilidade, sintomas nervosos e etc. Ação reflexa e liberação de toxina: excitação do córtex cerebral: ataques epiléticos. Grande produção de muco com ação imunológica específica (humoral e celular).

## Diagnóstico
É feito através da identificação microscópica dos ovos nas fezes. Sendo às vezes necessário repetir o exame para fechar o diagnóstico.

## Tratamento
O tratamento é eficaz com os medicamentos praziquantel, Teniacid ou niclosamida.